# Lijst van premiers van Spanje
Hieronder een lijst van premiers van Spanje (Presidentes del Gobierno) vanaf 1834.

## Premiers van Spanje (1834–1976)

### Koninkrijk Spanje (1834-1873)
| Premier | Premier                                                                  | Ambtstermijn      | Ambtstermijn      |
| ------- | ------------------------------------------------------------------------ | ----------------- | ----------------- |
|         | Francisco Martínez de la Rosa (1787-1862)                                | 15 januari 1834   | 7 juni 1835       |
|         | José María Queipo de Llano (1786-1843)                                   | 7 juni 1835       | 14 september 1835 |
|         | Miguel Ricardo de Álava y Esquivel (1770-1843)                           | 14 september 1835 | 25 september 1835 |
|         | Juan Álvarez Mendizábal (1790-1853)                                      | 25 september 1835 | 15 mei 1836       |
|         | Francisco Javier de Istúriz (1790-1871) eerste ambtsperiode (ad interim) | 15 mei 1836       | 14 augustus 1836  |
|         | José María Calatrava (1781-1846) ad interim                              | 14 augustus 1836  | 18 augustus 1837  |
|         | Baldomero Espartero (1792-1879) eerste ambtsperiode                      | 18 augustus 1837  | 18 oktober 1837   |
|         | Eusebio Bardají Azara (1776-1842)                                        | 18 oktober 1837   | 16 december 1837  |
|         | Narciso Heredia y Begines de los Ríos (1775-1847)                        | 16 december 1837  | 6 september 1838  |
|         | Bernardino Fernández de Velasco y Benavides (1783-1851)                  | 6 september 1838  | 8 december 1838   |
|         | Evaristo Pérez de Castro (1778-1849)                                     | 8 december 1838   | 18 juli 1840      |
|         | Antonio González y González (1792-1876) eerste ambtsperiode              | 20 juli 1840      | 12 augustus 1840  |
|         | Valentín Ferraz (1794-1866)                                              | 12 augustus 1840  | 28 augustus 1840  |
|         | Modesto Cortázar (1783-1862) ad interim                                  | 29 augustus 1840  | 11 september 1840 |
|         | Vicente Sancho (1784-1860)                                               | 11 september 1840 | 16 september 1840 |
|         | Baldomero Espartero (1792-1879) tweede ambtsperiode                      | 16 september 1840 | 10 mei 1841       |
|         | Joaquín María Ferrer (1777-1861)                                         | 10 mei 1841       | 20 mei 1841       |
|         | Antonio González y González (1792-1876) tweede ambtsperiode              | 20 mei 1841       | 17 juni 1842      |
|         | José Ramón Rodil y Campillo (1789-1853)                                  | 17 juni 1842      | 9 mei 1843        |
|         | Joaquín María López (1798-1855) eerste ambtsperiode                      | 9 mei 1843        | 19 mei 1843       |
|         | Álvaro Gómez Becerra (1771-1855)                                         | 19 mei 1843       | 23 juli 1843      |
|         | Joaquín María López (1798-1855) tweede ambtsperiode                      | 23 juli 1843      | 20 november 1843  |
|         | Salustiano Olózaga (1805-1873)                                           | 20 november 1843  | 5 december 1843   |
|         | Luis González Bravo (1811-1871) eerste ambtsperiode                      | 5 december 1843   | 3 mei 1844        |
|         | Ramón María Narváez y Campos (1800-1868) eerste ambtsperiode             | 3 mei 1844        | 12 februari 1846  |
|         | Manuel Pando Fernández de Pinedo (1792-1872) eerste ambtsperiode         | 12 februari 1846  | 16 maart 1846     |
|         | Ramón María Narváez y Campos (1800-1868) tweede ambtsperiode             | 16 maart 1846     | 5 april 1846      |
|         | Francisco Javier de Istúriz (1790-1871) tweede ambtsperiode              | 5 april 1846      | 28 januari 1847   |
|         | Carlos Martínez de Irujo (1802-1855)                                     | 28 januari 1847   | 28 maart 1847     |
|         | Joaquín Francisco Pacheco (1808-1865)                                    | 28 maart 1847     | 1 augustus 1847   |
|         | Florencio García Goyena (1783-1855)                                      | 12 september 1847 | 4 oktober 1847    |
|         | Ramón María Narváez y Campos (1800-1868) derde ambtsperiode              | 4 oktober 1847    | 19 oktober 1849   |
|         | Serafín María de Soto (1792-1862)                                        | 19 oktober 1849   | 20 oktober 1849   |
|         | Ramón María Narváez y Campos (1800-1868) vierde ambtsperiode             | 20 oktober 1849   | 14 januari 1851   |
|         | Juan Bravo Murillo (1803-1873)                                           | 14 januari 1851   | 14 december 1852  |
|         | Federico Roncali (1806-1857)                                             | 14 december 1852  | 14 april 1853     |
|         | Francisco Lersundi Hormaechea (1817-1874)                                | 14 april 1853     | 19 september 1853 |
|         | Luis José Sartorius (1820-1871)                                          | 19 september 1853 | 17 juli 1854      |
|         | Fernando Fernández de Córdova (1809-1883)                                | 17 juli 1854      | 18 juli 1854      |
|         | Ángel de Saavedra (1791-1865)                                            | 18 juli 1854      | 19 juli 1854      |
|         | Baldomero Espartero (1792-1879) derde ambtsperiode                       | 19 juli 1854      | 14 juli 1856      |
|         | Leopoldo O'Donnell (1809-1867) eerste ambtsperiode                       | 14 juli 1856      | 12 oktober 1856   |
|         | Ramón María Narváez y Campos (1800-1868) vijfde ambtsperiode             | 12 oktober 1856   | 15 oktober 1857   |
|         | Francisco Armero Peñaranda (1804-1866)                                   | 15 oktober 1857   | 14 januari 1858   |
|         | Francisco Javier de Istúriz (1790-1871) derde ambtsperiode               | 14 januari 1858   | 30 juni 1858      |
|         | Leopoldo O'Donnell (1809-1867) tweede ambtsperiode                       | 30 juni 1858      | 2 maart 1863      |
|         | Manuel Pando Fernández de Pinedo (1792-1872) tweede ambtsperiode         | 2 maart 1863      | 17 januari 1864   |
|         | Lorenzo Arrazola (1797-1873)                                             | 17 januari 1864   | 1 maart 1864      |
|         | Alejandro Mon y Menéndez (1801-1882)                                     | 1 maart 1864      | 16 september 1864 |
|         | Ramón María Narváez y Campos (1800-1868) zesde ambtsperiode              | 16 september 1864 | 21 juni 1865      |
|         | Leopoldo O'Donnell (1809-1867) derde ambtsperiode                        | 21 juni 1865      | 10 juni 1866      |
|         | Ramón María Narváez y Campos (1800-1868) zevende ambtsperiode            | 10 juni 1866      | 23 april 1868     |
|         | Luis González Bravo (1811-1871) tweede ambtsperiode                      | 23 april 1868     | 19 september 1868 |
|         | José Gutiérrez de la Concha (1809-1895)                                  | 19 september 1868 | 30 september 1868 |
|         | Pascual Madoz (1806-1870) ad interim                                     | 30 september 1868 | 3 oktober 1868    |
|         | Francisco Serrano y Domínguez (1810-1885) eerste ambtsperiode            | 3 oktober 1868    | 18 juni 1869      |
|         | Juan Prim (1814-1870)                                                    | 18 juni 1869      | 27 december 1870  |
|         | Juan Bautista Topete (1821-1885) eerste ambtsperiode (ad interim)        | 27 december 1870  | 4 januari 1871    |
|         | Francisco Serrano y Domínguez (1810-1885) tweede ambtsperiode            | 4 januari 1871    | 24 juli 1871      |
|         | Manuel Ruiz Zorrilla (1833-1895) eerste ambtsperiode                     | 24 juli 1871      | 5 oktober 1871    |
|         | José Malcampo (1828-1880)                                                | 5 oktober 1871    | 21 december 1871  |
|         | Práxedes Mateo Sagasta (1825-1903) eerste ambtsperiode                   | 21 december 1871  | 26 mei 1872       |
|         | Juan Bautista Topete (1821-1885) tweede ambtsperiode (ad interim)        | 26 mei 1872       | 4 juni 1872       |
|         | Francisco Serrano y Domínguez (1810-1885) derde ambtsperiode             | 4 juni 1872       | 13 juni 1872      |
|         | Manuel Ruiz Zorrilla (1833-1895) tweede ambtsperiode                     | 16 juni 1872      | 12 februari 1873  |

### Eerste Spaanse Republiek (1873-1874)
| Premier | Premier                                                       | Ambtstermijn     | Ambtstermijn     |
| ------- | ------------------------------------------------------------- | ---------------- | ---------------- |
|         | Estanislao Figueras (1819-1882)                               | 12 februari 1873 | 11 juni 1873     |
|         | Francisco Pi y Margall (1824-1901)                            | 11 juni 1873     | 18 juli 1873     |
|         | Nicolás Salmerón (1838-1908)                                  | 18 juli 1873     | 7 september 1873 |
|         | Emilio Castelar (1832-1899)                                   | 7 september 1873 | 4 januari 1874   |
|         | Francisco Serrano y Domínguez (1810-1885) vierde ambtsperiode | 4 januari 1874   | 26 februari 1874 |
|         | Juan de Zavala y de la Puente (1804-1879)                     | 26 februari 1874 | 3 september 1874 |
|         | Práxedes Mateo Sagasta (1825-1903) tweede ambtsperiode        | 3 september 1874 | 30 december 1874 |

### Koninkrijk Spanje (1874-1931)
| Premier | Premier                                                                                     | Ambtstermijn      | Ambtstermijn      |
| ------- | ------------------------------------------------------------------------------------------- | ----------------- | ----------------- |
|         | Antonio Cánovas del Castillo (1828-1897) eerste ambtsperiode                                | 31 december 1874  | 12 september 1875 |
|         | Joaquín Jovellar y Soler (1819-1892)                                                        | 12 september 1875 | 2 december 1875   |
|         | Antonio Cánovas del Castillo (1828-1897) tweede ambtsperiode                                | 2 december 1875   | 7 maart 1879      |
|         | Arsenio Martínez Campos (1831-1900)                                                         | 7 maart 1879      | 9 december 1879   |
|         | Antonio Cánovas del Castillo (1828-1897) derde ambtsperiode                                 | 9 december 1879   | 8 februari 1881   |
|         | Práxedes Mateo Sagasta (1825-1903) derde ambtsperiode                                       | 8 februari 1881   | 13 oktober 1883   |
|         | José de Posada Herrera (1814-1885)                                                          | 13 oktober 1883   | 18 januari 1884   |
|         | Antonio Cánovas del Castillo (1828-1897) vierde ambtsperiode                                | 18 januari 1884   | 27 november 1885  |
|         | Práxedes Mateo Sagasta (1825-1903) vierde ambtsperiode                                      | 27 november 1885  | 5 juli 1890       |
|         | Antonio Cánovas del Castillo (1828-1897) vijfde ambtsperiode                                | 5 juli 1890       | 11 december 1892  |
|         | Práxedes Mateo Sagasta (1825-1903) vijfde ambtsperiode                                      | 11 december 1892  | 23 maart 1895     |
|         | Antonio Cánovas del Castillo (1828-1897) zesde ambtsperiode                                 | 23 maart 1895     | 8 augustus 1897   |
|         | Marcelo Azcárraga Palmero (1832-1915) eerste ambtsperiode (ad interim tot 24 augustus 1897) | 8 augustus 1897   | 4 oktober 1897    |
|         | Práxedes Mateo Sagasta (1825-1903) zesde ambtsperiode                                       | 4 oktober 1897    | 4 maart 1899      |
|         | Francisco Silvela y de Le Vielleuze (1843-1905) eerste ambtsperiode                         | 4 maart 1899      | 23 oktober 1900   |
|         | Marcelo Azcárraga Palmero (1832-1915) tweede ambtsperiode                                   | 23 oktober 1900   | 6 maart 1901      |
|         | Práxedes Mateo Sagasta (1825-1903) zevende ambtsperiode                                     | 6 maart 1901      | 6 december 1902   |
|         | Francisco Silvela y de Le Vielleuze (1843-1905) tweede ambtsperiode                         | 6 december 1902   | 20 juli 1903      |
|         | Raimundo Fernández Villaverde (1848-1905) eerste ambtsperiode                               | 20 juli 1903      | 5 december 1903   |
|         | Antonio Maura (1853-1925) eerste ambtsperiode                                               | 5 december 1903   | 16 december 1904  |
|         | Marcelo Azcárraga Palmero (1832-1915) derde ambtsperiode                                    | 16 december 1904  | 27 januari 1905   |
|         | Raimundo Fernández Villaverde (1848-1905) tweede ambtsperiode                               | 27 januari 1905   | 23 juni 1905      |
|         | Eugenio Montero Ríos (1832-1914)                                                            | 23 juni 1905      | 1 december 1905   |
|         | Segismundo Moret (1833-1913) eerste ambtsperiode                                            | 1 december 1905   | 6 juli 1906       |
|         | José López Domínguez (1829-1911)                                                            | 6 juli 1906       | 30 november 1906  |
|         | Segismundo Moret (1833-1913) tweede ambtsperiode                                            | 30 november 1906  | 4 december 1906   |
|         | Antonio Aguilar Correa (1824-1908)                                                          | 4 december 1906   | 25 januari 1907   |
|         | Antonio Maura (1853-1925) tweede ambtsperiode                                               | 25 januari 1907   | 21 oktober 1909   |
|         | Segismundo Moret (1833-1913) derde ambtsperiode                                             | 21 oktober 1909   | 9 februari 1910   |
|         | José Canalejas (1854-1912)                                                                  | 9 februari 1910   | 12 november 1912  |
|         | Manuel García Prieto (1859-1938) eerste ambtsperiode (ad interim)                           | 12 november 1912  | 14 november 1912  |
|         | Álvaro Figueroa Torres (1863-1950) eerste ambtsperiode                                      | 14 november 1912  | 27 oktober 1913   |
|         | Eduardo Dato (1856-1921) eerste ambtsperiode                                                | 27 oktober 1913   | 9 december 1915   |
|         | Álvaro Figueroa Torres (1863-1950) tweede ambtsperiode                                      | 9 december 1915   | 19 april 1917     |
|         | Manuel García Prieto (1859-1938) tweede ambtsperiode                                        | 19 april 1917     | 11 juni 1917      |
|         | Eduardo Dato (1856-1921) tweede ambtsperiode                                                | 11 juni 1917      | 13 november 1917  |
|         | Manuel García Prieto (1859-1938) derde ambtsperiode                                         | 13 november 1917  | 22 maart 1918     |
|         | Antonio Maura (1853-1925) derde ambtsperiode                                                | 22 maart 1918     | 9 november 1918   |
|         | Manuel García Prieto (1859-1938) vierde ambtsperiode                                        | 9 november 1918   | 5 december 1918   |
|         | Álvaro Figueroa Torres (1863-1950) derde ambtsperiode                                       | 5 december 1918   | 15 april 1919     |
|         | Antonio Maura (1853-1925) vierde ambtsperiode                                               | 15 april 1919     | 20 juli 1919      |
|         | Joaquín Sánchez de Toca Calvo (1852-1942)                                                   | 20 juli 1919      | 12 december 1919  |
|         | Manuel Allendesalazar Muñoz de Salazar (1856-1923) eerste ambtsperiode                      | 12 december 1919  | 5 mei 1920        |
|         | Eduardo Dato (1856-1921) derde ambtsperiode                                                 | 5 mei 1920        | 8 maart 1921      |
|         | Gabino Bugallal Araújo (1861-1932) ad interim                                               | 8 maart 1921      | 13 maart 1921     |
|         | Manuel Allendesalazar Muñoz de Salazar (1856-1923) tweede ambtsperiode                      | 13 maart 1921     | 14 augustus 1921  |
|         | Antonio Maura (1853-1925) vijfde ambtsperiode                                               | 14 augustus 1921  | 8 maart 1922      |
|         | José Sánchez-Guerra y Martínez (1859-1935)                                                  | 8 maart 1922      | 7 december 1922   |
|         | Manuel García Prieto (1859-1938) vijfde ambtsperiode                                        | 7 december 1922   | 15 september 1923 |
|         | Miguel Primo de Rivera (1870-1930)                                                          | 15 september 1923 | 30 januari 1930   |
|         | Dámaso Berenguer (1873-1953)                                                                | 30 januari 1930   | 18 februari 1931  |
|         | Juan Bautista Aznar Cabañas (1860-1933)                                                     | 18 februari 1931  | 14 april 1931     |

### Tweede Spaanse Republiek (1931-1939)
| Premier       | Premier                                                            | Ambtstermijn      | Ambtstermijn      |
| ------------- | ------------------------------------------------------------------ | ----------------- | ----------------- |
| Alcala Zamora | Niceto Alcala Zamora (1877-1949) ad interim                        | 14 april 1931     | 14 oktober 1931   |
|               | Manuel Azaña (1880-1940) eerste ambtsperiode                       | 14 oktober 1931   | 12 september 1933 |
|               | Alejandro Lerroux (1864-1949) eerste ambtsperiode                  | 12 september 1933 | 8 oktober 1933    |
|               | Diego Martínez Barrio (1885-1962) eerste ambtsperiode              | 8 oktober 1933    | 16 december 1933  |
|               | Alejandro Lerroux (1864-1949) tweede ambtsperiode                  | 16 december 1933  | 28 april 1934     |
|               | Ricardo Samper (1881-1938)                                         | 28 april 1934     | 4 oktober 1934    |
|               | Alejandro Lerroux (1864-1949) derde ambtsperiode                   | 4 oktober 1934    | 25 september 1935 |
|               | Joaquín Chapaprieta (1871-1951)                                    | 25 september 1935 | 14 december 1935  |
|               | Manuel Portela Valladares (1868-1952)                              | 14 december 1935  | 19 februari 1936  |
|               | Manuel Azaña (1880-1940) tweede ambtsperiode                       | 19 februari 1936  | 10 mei 1936       |
|               | Augusto Barcia Trelles (1881-1961) ad interim                      | 10 mei 1936       | 13 mei 1936       |
|               | Santiago Casares Quiroga (1884-1950)                               | 13 mei 1936       | 19 juli 1936      |
|               | Diego Martínez Barrio (1885-1962) tweede ambtsperiode (ad interim) | 19 juli 1936      | 19 juli 1936      |
|               | José Giral Pereira (1879-1962)                                     | 19 juli 1936      | 4 september 1936  |
|               | Francisco Largo Caballero (1869-1946)                              | 4 september 1936  | 17 mei 1937       |
|               | Juan Negrín (1892-1956)                                            | 17 mei 1937       | 1 april 1939      |

### Dictatuur van Franco (1939-1975)
| Premier                                                       | Premier                                                                  | Ambtstermijn     | Ambtstermijn     |
| ------------------------------------------------------------- | ------------------------------------------------------------------------ | ---------------- | ---------------- |
| Franco                                                        | Francisco Franco (1892-1975) gecombineerd met de functie van staatshoofd | 1 april 1939     | 9 juni 1973      |
| Wapen van Spanje tijdens de dictatuur van Franco (1945-1977)  | Luis Carrero Blanco (1903-1973)                                          | 9 juni 1973      | 20 december 1973 |
| Wapen van Spanje tijdens de dictatuur van Franco (1945-1977)  | Torcuato Fernández-Miranda (1915-1980) ad interim                        | 20 december 1973 | 31 december 1973 |
| Wapen van Spanje tijdens de dictatuur van Franco ((1945-1977) | Carlos Arias Navarro (1908-1989)                                         | 31 december 1973 | 1 juli 1976      |

## Premiers van het Koninkrijk Spanje (1976–heden)
| Nr. | Premier van Spanje Presidente del Gobierno | Premier van Spanje Presidente del Gobierno | Premier van Spanje Presidente del Gobierno | Ambtstermijn                       | Partij(en)                  | Kabinet(en) | Verkiezing(en)   | Legislaturen              | Koning(en)                |
| --- | ------------------------------------------ | ------------------------------------------ | ------------------------------------------ | ---------------------------------- | --------------------------- | ----------- | ---------------- | ------------------------- | ------------------------- |
| 1   |                                            | Adolfo Suárez                              | Adolfo Suárez (1932–2014)                  | 3 juli 1976 - 25 februari 1981     | Movimiento Nacional         | Suárez I    |                  | Constitutieve legislatuur | Juan Carlos I (1975–2014) |
| 1   |                                            | Adolfo Suárez                              | Adolfo Suárez (1932–2014)                  | 3 juli 1976 - 25 februari 1981     | Centro Democrático y Social | Suárez II   | 1977             | Legislatuur I             | Juan Carlos I (1975–2014) |
| 1   | Suárez III                                 | Adolfo Suárez                              | Adolfo Suárez (1932–2014)                  | 3 juli 1976 - 25 februari 1981     | Centro Democrático y Social | 1979        |                  | Legislatuur I             | Juan Carlos I (1975–2014) |
| 2   |                                            | Leopoldo Calvo-Sotelo                      | Leopoldo Calvo-Sotelo (1926–2008)          | 25 februari 1981 - 2 december 1982 | Centro Democrático y Social | 1979        | Calvo-Sotelo     | Legislatuur I             | Juan Carlos I (1975–2014) |
| 3   |                                            | Felipe González                            | Felipe González (1942)                     | 2 december 1982 - 5 mei 1996       | PSOE                        | González I  | 1982             | Legislatuur II            | Juan Carlos I (1975–2014) |
| 3   | González II                                | Felipe González                            | Felipe González (1942)                     | 2 december 1982 - 5 mei 1996       | PSOE                        | 1986        | Legislatuur III  |                           | Juan Carlos I (1975–2014) |
| 3   | González III                               | Felipe González                            | Felipe González (1942)                     | 2 december 1982 - 5 mei 1996       | PSOE                        | 1989        | Legislatuur IV   |                           | Juan Carlos I (1975–2014) |
| 3   | González IV                                | Felipe González                            | Felipe González (1942)                     | 2 december 1982 - 5 mei 1996       | PSOE                        | 1993        | Legislatuur V    |                           | Juan Carlos I (1975–2014) |
| 4   |                                            | José María Aznar                           | José María Aznar (1953)                    | 5 mei 1996 - 17 april 2004         | PP                          | Aznar I     | 1996             | Legislatuur VI            | Juan Carlos I (1975–2014) |
| 4   | Aznar II                                   | José María Aznar                           | José María Aznar (1953)                    | 5 mei 1996 - 17 april 2004         | PP                          | 2000        | Legislatuur VII  |                           | Juan Carlos I (1975–2014) |
| 5   |                                            | José Luis Rodríguez Zapatero               | José Luis Rodríguez Zapatero (1960)        | 17 april 2004 - 21 december 2011   | PSOE                        | Zapatero I  | 2004             | Legislatuur VIII          | Juan Carlos I (1975–2014) |
| 5   | Zapatero II                                | José Luis Rodríguez Zapatero               | José Luis Rodríguez Zapatero (1960)        | 17 april 2004 - 21 december 2011   | PSOE                        | 2008        | Legislatuur IX   |                           | Juan Carlos I (1975–2014) |
| 6   |                                            | Mariano Rajoy                              | Mariano Rajoy (1955)                       | 21 december 2011 - 1 juni 2018     | PP                          | Rajoy I     | 2011             | Legislatuur X             | Juan Carlos I (1975–2014) |
| 6   | Felipe VI (2014–heden)                     | Mariano Rajoy                              | Mariano Rajoy (1955)                       | 21 december 2011 - 1 juni 2018     | PP                          | Rajoy I     | 2011             | Legislatuur X             |                           |
| 6   | Rajoy II                                   | Mariano Rajoy                              | Mariano Rajoy (1955)                       | 21 december 2011 - 1 juni 2018     | PP                          | 2015        | Legislatuur XI   |                           |                           |
| 6   | Rajoy II                                   | Mariano Rajoy                              | Mariano Rajoy (1955)                       | 21 december 2011 - 1 juni 2018     | PP                          | 2016        | Legislatuur XII  |                           |                           |
| 7   |                                            | Pedro Sánchez                              | Pedro Sánchez (1972)                       | 1 juni 2018 - heden                | PSOE                        | 2016        | Legislatuur XII  | Sánchez I                 |                           |
| 7   | Sánchez II                                 | Pedro Sánchez                              | Pedro Sánchez (1972)                       | 1 juni 2018 - heden                | PSOE                        | 2019 (1)    | Legislatuur XIII |                           |                           |
| 7   | Sánchez II                                 | Pedro Sánchez                              | Pedro Sánchez (1972)                       | 1 juni 2018 - heden                | PSOE                        | 2019 (2)    | Legislatuur XIV  |                           |                           |
| 7   | Sánchez III                                | Pedro Sánchez                              | Pedro Sánchez (1972)                       | 1 juni 2018 - heden                | PSOE                        | 2023        | Legislatuur XV   |                           |                           |

| Legenda | Legenda                           | Legenda             |
| ------- | --------------------------------- | ------------------- |
|         | Partido Popular                   | Conservatief        |
|         | Partido Socialista Obrero Español | Sociaaldemocratisch |
|         | Unión de Centro Democrático       |                     |

## Statistieken
| Premier                      | Anciënniteit | Leeftijd |
| ---------------------------- | ------------ | -------- |
| Adolfo Suárez                | 4 jaar       | 43–48    |
| Leopoldo Calvo-Sotelo        | 1 jaar       | 54–56    |
| Felipe González              | 13 jaar      | 40–54    |
| José María Aznar             | 7 jaar       | 43–51    |
| José Luis Rodríguez Zapatero | 7 jaar       | 43–51    |
| Mariano Rajoy                | 6 jaar       | 56–63    |
| Pedro Sánchez                | 6 jaar       | 46–52    |